# Haakbek
De haakbek (Pinicola enucleator) is een grote vinkachtige vogel. De vogel lijkt op de kruisbek en komt voor in de bosgordel rond de pool op het noordelijk halfrond.

## Kenmerken
De vogel is 18,5 tot 25,5 cm en weegt 42 tot 77 gram. Het is een vrij compacte vogel met het formaat van een lijster. De vogel heeft een vrij lange staart en een dikke snavel waarvan de punt van de bovensnavel naar beneden gebogen is. Op de vleugel zijn twee witte vleugelstrepen. Het mannetje is frambozenrood op de rug, kop, hals, buik en borst. Door het rood schijnt grijs, omdat de veren aan de basis grijs gekleurd zijn. Het vrouwtje heeft veel minder rood en is meer grijs tot vuilgeel. De zang bestaat uit een stil op en neer gaand melancholisch gemompel, dat goed bij de grote ondoordringbare sparrenwouden past waar hij voorkomt.

## Leefwijze
Het voedsel bestaat uit zaden en knoppen van naaldhout, uit bessen en plantendelen. De vogel houdt zich op in groepjes met soortgenoten.

## Verspreiding en leefgebied
Deze vogel komt voor in Scandinavië, Siberië en in Noord-Amerika (daar algemener en zuidelijker voorkomend). Binnen dit grote verspreidingsgebied worden tien ondersoorten onderscheiden:
- P. e. enucleator (Scandinavië tot Midden-Siberië)
- P. e. kamtschatkensis (Noordoost-Siberië)
- P. e. sakhalinensis (Sachalin tot Noord-Japan)
- P. e. alascensis (binnenland van Alaska, het westen en midden van Canada en het noordwesten van de Verenigde Staten
- P. e. flammula (Langs de westkust van Alaska en Canada)
- P. e. carlottae (Koningin Charlotte-eilanden)
- P. e. montana (het zuidwesten van Canada en middewesten van de VS)
- P. e. californica (Oost-Californië)
- P. e. leucura (Midden en Oost-Canada)
- P. e. eschatosa (Zuidoost-Canada en Noordoost-VS)

Het leefgebied bestaat uit naaldwouden in zowel het laagland als in berggebieden (tot 3000 m boven de zeespiegel Noord-Amerika) en het subarctisch gebied. De vogel wordt ook aangetroffen in gemengd bos in moerassig gebied, vooral in de winter. Buiten de broedtijd kan de vogel ook worden waargenomen in aangeplant bos, boomgaarden en grote tuinen in buitenwijken. De haakbek eet bij voorkeur bessen (onder andere lijsterbessen, rozenbottels etc.) en de knoppen en scheuten van allerhande bomen zoals sparren, douglasspar, hazelaar, wilg en berk. Tijdens strenge winters of bij voedselgebrek komen grote invasies naar het zuiden voor. In Europa tot in Denemarken.

### Voorkomen in Nederland
In Nederland is de haakbek een dwaalgast met zeven bevestigde waarnemingen tussen 1900 en 2004. Vaak volgend op een invasie in Denemarken zoals in 1996.

## Status
De haakbek heeft een groot verspreidingsgebied en daardoor is de kans op de status kwetsbaar (voor uitsterven) gering. De grootte van de populatie werd in 2004 geschat op 4 miljoen individuen. De haakbek gaat in aantal achteruit. Echter, het tempo ligt onder de 30% in tien jaar (minder dan 3,5% per jaar). Om deze redenen staat de haakbek als niet bedreigd op de Rode Lijst van de IUCN.